# Nuakšott
Nuakšott (arabsky نواكشوط či انواكشوط‎, francouzsky Nouakchott) je hlavní město Mauritánie. Jeho název pochází z berberštiny a znamená „větrné místo“. Nuakšott je největším saharským městem, nepočítáme-li Káhiru.
Město se nachází na pobřeží Atlantského oceánu. Jeho přímořská část nicméně zahrnuje pouze rybářský a malý nákladní přístav, střed města se nachází cca 5 km ve vnitrozemí. Poměrně malé centrum zahrnující vládní budovy, prezidentský palác, několik výškových budov předních mauritánských podniků a několik hlavních tříd obklopuje rozlehlá nižší zástavba.

## Obyvatelstvo

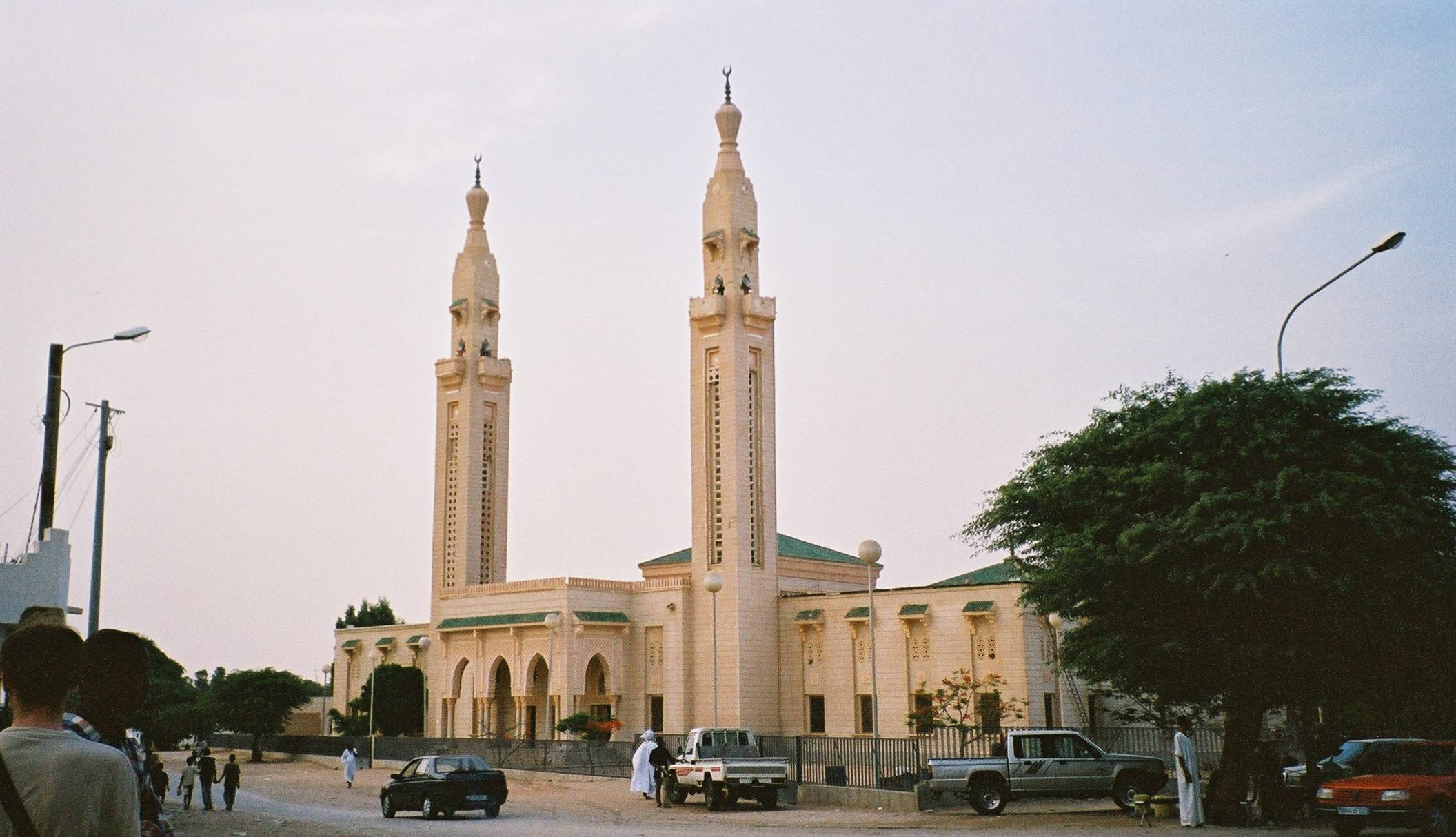
Největší mešita v Nuakšottu byla postavena z prostředků pocházejících ze Saúdské Arábie, což odpovídá i její, na západoafrické poměry netradiční, architektuře.

Původně bylo hlavní město dimenzované pro 15 000 obyvatel. Současná populace čítá přibližně přibližně 1,08 milionu obyvatel, což je důsledek silného přistěhovalectví původně kočovných Mauritánců v období sucha v 70. letech. Kvůli tomuto přílivu obyvatel Nuakšott postupně vyčerpává dříve bohaté zásoby podzemní vody.

### Přesídlení do slumů
V roce 2009 oznámila mauritánská vláda zahájení procesu vyklízení slumů na periferii Nuakšottu. Bylo plánováno, že nakonec bude přesídleno 24 000 rodin do nově plánovaného bydlení ve městě. První fáze tohoto procesu zahrnovala přemístění 9 000 rodin z předměstských oblastí do chudinské čtvrti v Arafatově departementu, který se kvůli vysoké kriminalitě a nedostatečným službám neoficiálně přezdíval „Kosovo“. Přestože vláda plánovala zahájit stěhování rodin již v červnu 2009, vyvolalo to obavy humanitárních organizací ohledně nedostatečné připravenosti infrastruktury v cílové čtvrti.
Do roku 2013 bylo oznámeno, že původní slumy byly nahrazeny sociálním bydlením pro nejchudší obyvatele, přičemž Světová banka projekt označila za významný úspěch. Podle této mezinárodní instituce došlo k výraznému zlepšení přístupu k službám pro 181 035 lidí žijících ve zchudlých oblastech.

## Dějiny
Nouakchott byl původně velkou, opevněnou rybářskou vesnicí. Když Mauritánie směřovala k nezávislosti, potřebovala hlavní město. První prezident Mauritánie, Moktar Ould Daddah, a jeho poradci si pro nové hlavní město vybrali právě Nuakšott. Chtěli, aby město reprezentovalo modernost a sjednocení země, což vylučovalo starší města ve vnitrozemí. Nuakšott byl vybrán kvůli své centrální poloze a aby se předešlo konfliktu mezi různými etnickými skupinami v zemi.
Stavba Nuakšottu začala v březnu 1958 s plánem rozšířit vesnici na 15 000 obyvatel. Do doby nezávislosti Mauritánie od Francie 28. listopadu 1960 byly základy města hotové. Původně se nečekalo, že by se v Nuakšottu rozvíjel obchod nebo jiné ekonomické aktivity. Město bylo navrženo s širokými ulicemi a mřížkovitým uspořádáním, zvláště centrální obchodní čtvrť. Vedle této části vznikla nová oblast zvaná Cinquième Quartier, která se brzy stala domovem pro velké tržiště a rezidenční zónu. V 60. letech město získalo samosprávu a v 70. letech se nové části města staly důležitějšími než původní vesnice, protože zde byly postaveny vládní a státní budovy.
V roce 1976 bylo město Nuakšott dvakrát bez větších škod napadeno skupinou Frontou Polisario během konfliktu v Západní Sahaře. Od 70. let město rychle rostlo kvůli suchu v severní Africe, které přilákalo stovky tisíc lidí hledajících lepší život. V roce 1977 zde žilo 134 000 lidí a v roce 1988 už 393 325 lidí, ale skutečný počet obyvatel byl pravděpodobně vyšší. Odhaduje se, že v současnosti tvoří obyvatelstvo Nuakšottu nejméně jednu třetinu z celkových 3,2 milionu obyvatel Mauritánie. Sčítání lidu v roce 2019 zaznamenalo v Nuakšottu 1 195 600 obyvatel.

## Hospodářství
Nuakšott  je hlavním hospodářským centrem Mauritánie. Od roku 1999 se zde nacházelo tři čtvrtiny všech podniků zaměřených na sektor služeb. Navíc 90 % ekonomické aktivity ve městě představují neformální transakce. Mnozí obyvatelé města mají více adres a udržují pevné vztahy se svými původními regiony, kam se někdy vrací za prací.

## Doprava
Nuakšott má dobré silniční spojení s Nuadhibú, Atarem, Nemou a Rosso. Od roku 1986 je zde v provozu nákladní přístav, který slouží hlavně k dovozu. Město také disponuje mezinárodním letištěm. V srpnu 2007 podepsalo konsorcium súdánské firmy Danfodio Holding, společně s čínskou společností Transtech Engineering a mauritánskou vládou dohodu o výstavbě železnice vedoucí k nalezišti fosfátů v Bofaru. Výstavba 460 km dlouhé trati by měla stát přibližně 12 miliard Kč.

## Vzdělání

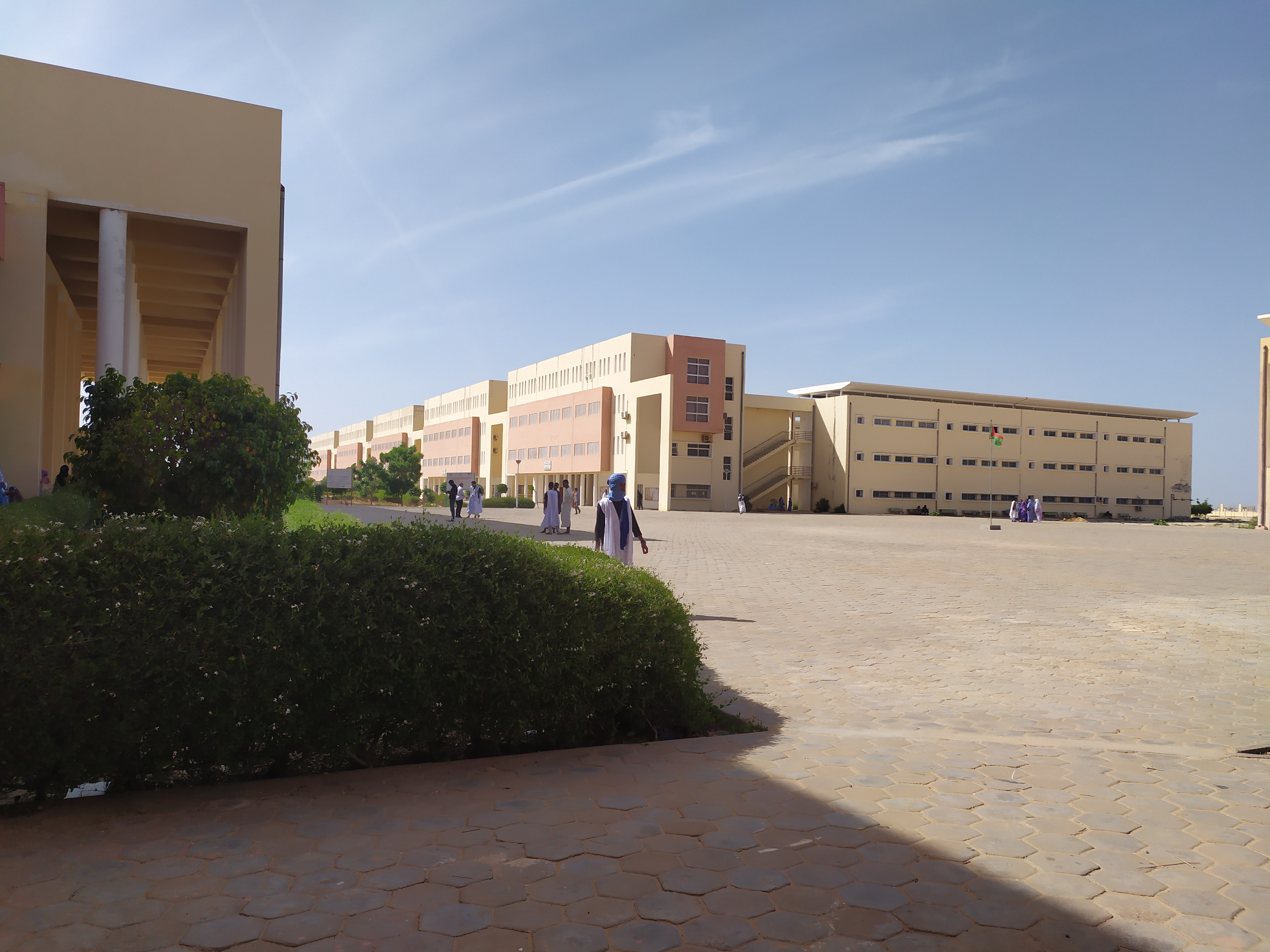
Univerzita v Nuakšottu Al Aasriya, založená roku 1981

V Nuakšottu se nachází University of Nouakchott Al Aasriya, která je od svého otevření v roce 1981 hlavní vysokoškolskou institucí v zemi. V roce 1995 měla univerzita 70 profesorů a 2 800 studentů, což ukazuje na její klíčovou roli ve vzdělávacím systému země.
Kromě University of Nouakchott Al Aasriya město hostí i další vysokoškolská zařízení, včetně Libanonské mezinárodní univerzity Mauritánie, což je soukromá instituce nabízející širokou škálu akademických programů. Dále zde sídlí Národní škola administrativy, která se specializuje na vzdělávání budoucích státních úředníků a manažerů veřejného sektoru, Vysoká škola vědy a technologie, která se zaměřuje na technické a přírodovědecké obory, a Vyšší vědecký institut, nabízející pokročilé studijní programy v různých vědeckých disciplínách.
V Nuakšottu je také mnoho základních a středních škol, které poskytují kvalitní vzdělání. Mezi nejvýznamnější patří American International School of Nouakchott, mezinárodní škola nabízející vzdělávací programy podle amerických standardů, a Lycée Français Théodore Monod, francouzská mezinárodní škola, která dodržuje francouzský vzdělávací systém a kurikulum. Tyto instituce hrají důležitou roli v poskytování mezinárodně uznávaného vzdělání v anglickém a francouzském jazyce v Mauritánii.

## Partnerská města
- Ammán, Jordánsko (1999)
- Lan-čou, Čína (2000)
- Madrid, Španělsko (1986)